# Nadi

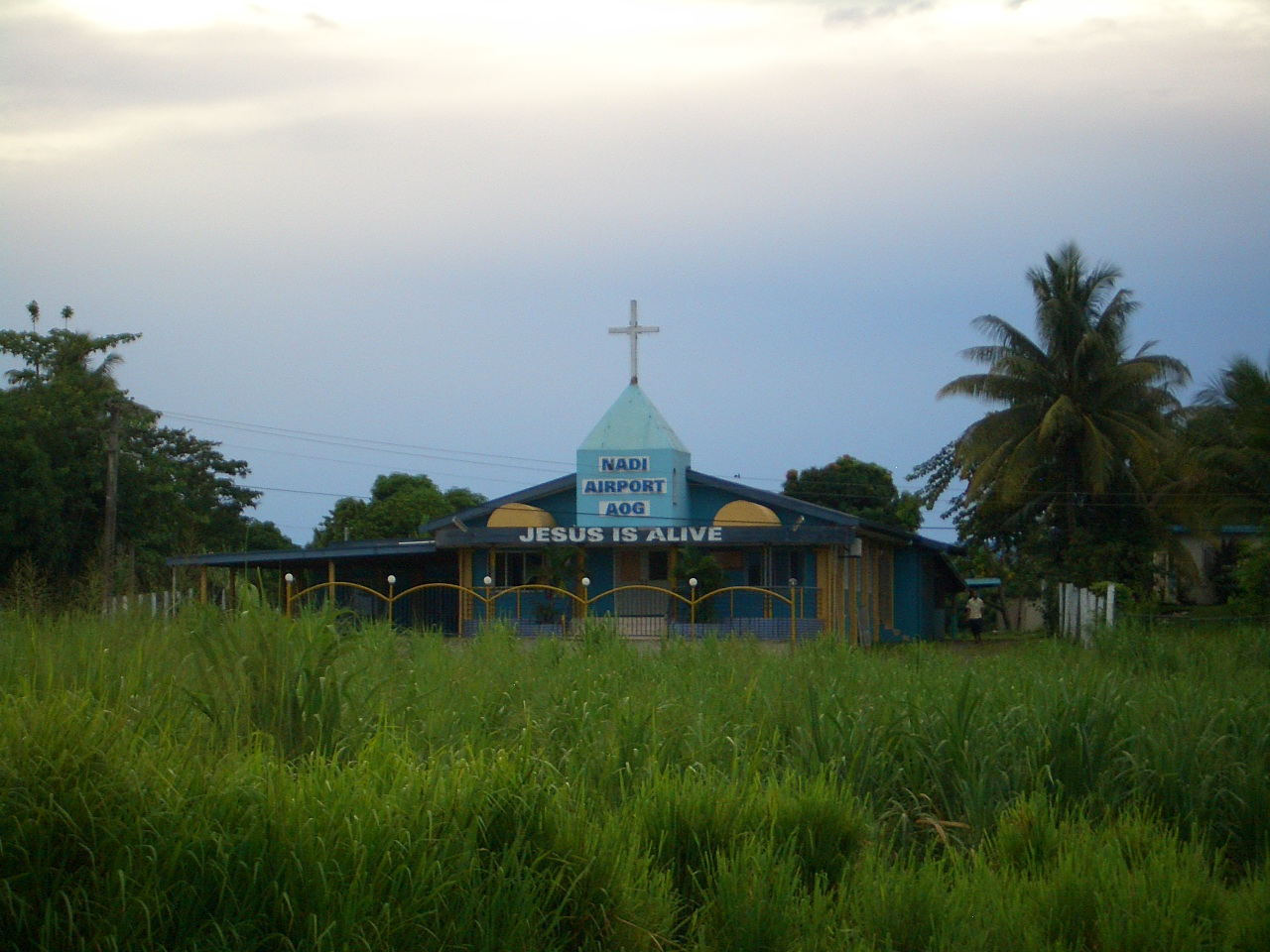
Kostel u letiště

Nadi je třetí největší město na Fidži. Leží na západní straně hlavního ostrova Viti Levu a podle posledního sčítání z roku 2007 má 42284 obyvatel. Nadi je multirasové, většina obyvatel jsou Indové nebo Fidžijci, spolu s velkou přechodnou populací zahraničních turistů. Vedle produkce cukrové třtiny je hlavním odvětvím domácí ekonomiky cestovní ruch. Region Nadi má vyšší koncentraci hotelů a motelů než kterákoliv jiná část Fidži.
Kvůli velké populaci Indů a Fidžijců je Nadi centrem hinduismu a islámu na Fidži. Centrum města je definováno řekou Nadi a vesnicí Viseisei na západě a nádherným chrámem Sri Siva Subramaniya na východě. Jde o největší hinduistický chrám na jižní polokouli a je místem pro poutníky. Muslimové mají bohoslužby v mešitě Nadi a ahmadižádi v mešitě ahmadižádů.
Mezinárodní letiště Nadi, ležící 9 km od města, je největším letištěm na Fidži a je obsluhováno Air Pacific (největší letecká společnost na Fidži), Air New Zealand, Pacific Blue, Korean Air a některými dalšími domácími aerolinkami, jako jsou např. Pacific Sun, Air Fiji a charterové aerolinky pro VIP Air Wakaya. Nadi je tak hlavním východiskem pro cestující na Fidži, dokonce i když leží na opačné straně (západní) ostrova Viti Levu než hlavní a největší město státu Suva.
Nadi je střediskem obchodu a cestovního ruchu, má asi 18 hotelů a je oblíbeno mezi cestovateli, kteří mají v plánu přeplout trajekty na ostrovní letoviska na západní část souostroví Mamanuca patřící k Fidži. Z města je rovněž blízko na západní pláže s bahnitým dnem. Blízko je také na východ na vysočinu Nausori a je možné vstoupit do údolí Sabeto a Sigatoka. Dalšími místy jsou botanická zahrada Waqadra a Zahrady spícího obra, které vlastní velkolepou sbírku orchidejí Raymonda Burra.